# Littleferry
Littleferry (Schots-Gaelisch: Am Port Beag) is een dorp op de oostelijke oever van Loch Fleet in de Schotse lieutenancy Sutherland in het raadsgebied Highland.